# Айвалик
Айвали́к (тур. Ayvalık) — місто на заході Туреччини, у ілі Баликесір. Розташоване на березі Егейського моря.

## Відомі люди
- Фотіс Кондоглу (1895—1965) — грецький письменник і художник.
- Марко Мишанья (* 1984), італійський альтист, перший і єдиний, хто отримав почесне громадянство міста Айвалик[джерело?].

| Туреччина | Це незавершена стаття з географії Туреччини. Ви можете допомогти проєкту, виправивши або дописавши її. |